# Jeremy Hansen
Jeremy Roger Hansen (* 27. Januar 1976 in London, Ontario) ist ein kanadischer Raumfahreranwärter.

## Biografie
Bereits im Alter von 17 Jahren bekam Hansen seinen Privatpilotenschein und die Segelfluglizenz. Anschließend absolvierte er eine Ausbildung an einer Militärakademie in Saint-Jean-sur-Richelieu. Hansen studierte darüber hinaus Weltraumforschung am Royal Military College in Kingston. Im Jahr 2000 erhielt er von derselben Hochschule einen Master-Abschluss in Physik für seine Arbeit auf dem Gebiet der Satellitenbahnverfolgung.
Im Jahr 1994 ließ sich Hansen von den kanadischen Streitkräften rekrutieren und diente dort als Kampfpilot des CF-18-Jets, der kanadischen Version der F/A-18. Er war außerdem bei einem Geschwader in Cold Lake stationiert, wo er für die Betreuung der NORAD-Luftverteidigungsoperationen zuständig war. Hansen, der während seiner aktiven Dienstzeit mehrmals zu Einsätzen in die Vereinigten Staaten und nach Europa berufen wurde, hat den Rang eines Majors inne.

## Astronautentätigkeit
Am 13. Mai 2009 berief die kanadische Raumfahrtagentur (CSA) Hansen als Mitglied der dritten kanadischen Raumfahrergruppe in ihren Astronautenkader.
Hansen absolvierte bis September 2011 zusammen mit US-amerikanischen Raumfahrern am Johnson Space Center in Houston die Ausbildung zum Missionsspezialisten. Anschließend arbeitete er im JSC im Bereich für den ISS-Betrieb und sollte die Astronauten der ISS-Expeditionen 33 und 34 unterstützen, an denen auch der kanadische Astronaut Chris Hadfield teilnahm.
Im Zeitraum vom 20. bis 26. Oktober 2011 war er Capcom der Unterwassermission NEEMO-15.
Der nächste Raumflug mit kanadischer Beteiligung wurde von Dezember 2018 bis Juni 2019 von seinem Kollegen David Saint-Jacques durchgeführt.
Am 3. April 2023 wurde Hansen als Mission Specialist für Artemis 2 gemeinsam mit Reid Wiseman, Victor J. Glover und Christina Koch vorgestellt.

## Privates
Hansen wuchs auf einer Farm in Ailsa Craig auf und zog später nach Ingersoll, um dort eine High-School-Ausbildung zu absolvieren. Er ist verheiratet und hat drei Kinder. Zu seinen Hobbys zählen Segeln, Klettern und Mountainbikefahren.